# Hippopsicon confluens
Hippopsicon confluens là một loài bọ cánh cứng trong họ Cerambycidae.